# Desisa marmorata
Desisa marmorata là một loài bọ cánh cứng trong họ Cerambycidae.